# Lydía Koniórdou
Lydía Koniórdou (grec moderne : Λυδία Κονιόρδου) est une femme politique grecque. Elle est également actrice. Elle est connue pour Les troyens (2003), I gi tis elias (2021) et Maria (2024). Elle est mariée avec Takis Farazis.

## Biographie

### Filmographie
- 2024 : Maria de Pablo Larraín : Lista Callas